# 福雷斯特城 (密蘇里州)
福雷斯特城（英語：Forest City）是位於美國密蘇里州霍爾特縣的城市。

## 人口
根據2020年美國人口普查的數據，福雷斯特城的面積為2.53平方千米，皆為陸地。當地共有人口243人，而人口密度為每平方千米96人。